# Khalouia
Khalouia (în arabă خالوية) este o comună din provincia Mascara, Algeria.
Populația comunei este de 6.159 de locuitori (2008).